# オオカミと彗星
『オオカミと彗星』（オオカミとすいせい）は、関ジャニ∞の楽曲。2023年8月9日にINFINITY RECORDSから49枚目のシングルとして発売された。

## 概要
- 前作『未完成』から約3か月振りのリリース。
- CDは初回限定「夏」盤（Blu-ray/DVD）、初回限定「FES」盤（Blu-ray/DVD）、通常盤の5形態で発売。
- 表題曲「オオカミと彗星」は、ラテン調でファンクの要素が入った大人の色気溢れるダンスチューンとなっており、「狂気」と「色気」が魅力の楽曲となっている[15][16][17][18][19]。
  - 同曲は、ALIのLEOからの楽曲提供である[21][22][23]。
  - 同曲は、俳優の生田斗真が主演するテレビ朝日系金曜ナイトドラマ『警部補ダイマジン』の主題歌である[15][16][17][18][19]。
  - 同ドラマの監督は三池崇史が務めており、「主演が生田、監督が三池、主題歌が関ジャニ∞」の組み合わせは、映画『土竜の唄』シリーズ[注 6]に引き続き、4作目となる[15][16][17][18][19]。
  - 同曲は、同ドラマのために書き下ろされた楽曲であり、主演を務める生田は「関ジャニ∞とは古い仲なので、こうやって主題歌を担当するアーティストと主演を演じる俳優として一緒に出来る事は感慨深い」とコメントしており、同曲に関しては「関ジャニ∞も色々な経験を積んで深みが増しており、"今"の関ジャニ∞だからこそ歌える、大人の色気の詰まった楽曲」と評した[15][16][17][18][19]。
  - 楽曲を提供したLEOは三池の作品のファンを公言しており、三池の作品の主題歌だった事が「何がなんでもやりたかった理由の1つ」と明かしている[27]。
  - 同曲の制作に関してLEOは「関ジャニ∞チームとも、意見交換しながら素敵な形に無事完成出来て本当良い経験でした」とコメントしており、「関ジャニ∞の事、三池崇史作品のイメージ、あらゆるイメージをぶち込んだ」と綴っている[27]。
- 通常盤と初回限定「FES」盤のカップリング「生きてる僕ら」は、バンドスタイルの楽曲であり、ギターロックチューンとなっている[20][21][22][23]。
  - 同曲はASIAN KUNG-FU GENERATIONの後藤正文からの楽曲提供であり、後藤が関ジャニ∞のために書き下ろした楽曲である[20][21][22][23]。
  - the chef cooks meの下村亮介が編曲を担当した[20][21][22][23]。
- 通常盤と初回限定「夏」盤のカップリング「∞月のメモリー」は、通算3曲目となる「キャンジャニ∞」名義のオリジナル楽曲である[28][29][30][31]。
  - 同曲はキャンジャニ∞が出演するコーセー『米肌』のCMソングとして起用された[28][29][30][31]。
- 通常盤のカップリング「SLOW」は、スロージャムチューンとなっている[20][21][22][23]。
  - 同曲は、自身の冠音楽番組『関ジャム 完全燃SHOW』（テレビ朝日系列）で共演経験のある、OvallのShingo Suzukiがアレンジを担当した[20][21][22][23]。
- 初回限定「夏」盤のカップリング「大再生」は、真夏のラップソングとなっている[20][21][23]。
  - 同曲は、ODD Foot WorksのPecori、FIVE NEW OLDのSHUN、DATSのMONJOEからの楽曲提供である[32]。
- 初回限定「FES」盤のカップリング「BOY '23」は、4thアルバム『8UPPERS』の収録曲であり、同曲をリアレンジし、5人で再レコーディングを行った楽曲である[20][21][22][23]。
- 各初回限定盤には特典映像を収録した特典Blu-ray/DVDを付属。
  - 初回限定「夏」盤には、表題曲「オオカミと彗星」のミュージック・ビデオとメイキング映像とリップシンクバージョンのMV、「∞月のメモリー」のMVとメイキング映像と同MVのメンバー5人それぞれのソロアングル、更に、キャンジャニ∞の活動の記録をまとめた映像「キャンジャニ∞ 最近の御活躍まとめ」を収録[20][21][22][23]。
  - 初回限定「FES」盤には、メンバーの大倉忠義と丸山隆平が企画・演出を手掛けた、カップリング「BOY '23」のミュージック・ビデオとドキュメンタリー映像、更に、「生きてる僕ら」のレコーディングドキュメンタリー映像を収録[20][21][22][23]。
- 本作の先着購入特典として、店舗別の特典を付属[33][21][22][23][34]。
- 2023年9月10日、本作の3形態同時購入者特典として、オンライン生配信イベント『もうハライッパイ?!みのりの秋だョ!全員集合!関ジャニ∞の春夏冬中テレビ 生配信スペシャル!』が開催された[35]。
- 2024年1月1日、デビュー20周年を記念し、過去にリリースされた全楽曲が各種音楽ダウンロードサービス、サブスクリプションサービスで配信されることに伴い、本作の配信も開始された[36][37][38]。
- 2025年7月9日、表題曲「オオカミと彗星」を原案としたコミカライズ作品『オオカミと彗星』が各電子書店にて配信された[39][40][41]。

### 各形態概要
| 曲名          | 形態 | 形態 | 形態 |
| 曲名          | 夏   | FES  | 通常 |
| ------------- | ---- | ---- | ---- |
| 生きてる僕ら  | ×    | ○    | ○    |
| ∞月のメモリー | ○    | ×    | ○    |
| SLOW          | ×    | ×    | ○    |
| 大再生        | ○    | ×    | ×    |
| BOY '23       | ×    | ○    | ×    |

| 特典内容                                                 | 形態              |
| -------------------------------------------------------- | ----------------- |
| 特典Blu-ray/DVD（詳細は「#初回限定「夏」盤」を参照）     | 初回限定「夏」盤  |
| 「オオカミと彗星」オリジナル・クリアファイル（A4サイズ） | 初回限定「夏」盤  |
| 特典Blu-ray/DVD（詳細は「#初回限定「FES」盤」を参照）    | 初回限定「FES」盤 |
| Eighter's PASS（スマホサイズフォトパス）                 | 初回限定「FES」盤 |
| 「オオカミと彗星」オリジナル・ステッカー（スマホサイズ） | 通常盤            |
| 8P歌詞フォトブック                                       | 全形態            |

#### 先着購入特典
本作の購入特典として、形態別および店舗別に各特典を先着で付属。
形態別と店舗別の特典内容は以下の通り。
- 初回限定「夏」盤
  - 「オオカミと彗星」オリジナル・クリアファイル（A4サイズ）
- 初回限定「FES」盤
  - Eighter's PASS（スマホサイズフォトパス）
- 通常盤
  - 「オオカミと彗星」オリジナル・ステッカー（スマホサイズ）

| 特典内容      | 実施店舗                      |
| ------------- | ----------------------------- |
| 絵柄パターンA | タワーレコード                |
| 絵柄パターンA | TSUTAYA                       |
| 絵柄パターンA | 山野楽器（CD・DVD取扱い店舗） |
| 絵柄パターンA | Neowing                       |
| 絵柄パターンA | CDJapan                       |
| 絵柄パターンA | ヨドバシカメラ                |
| 絵柄パターンA | ぐるぐる王国                  |
| 絵柄パターンA | 玉光堂                        |
| 絵柄パターンA | バンダレコード                |
| 絵柄パターンA | ライオン堂                    |
| 絵柄パターンA | イケヤミュージック            |
| 絵柄パターンB | 楽天ブックス                  |
| 絵柄パターンB | HMV                           |
| 絵柄パターンB | WonderGOO                     |
| 絵柄パターンB | 新星堂                        |
| 絵柄パターンC | Amazon.co.jp                  |
| 絵柄パターンC | その他の店舗およびECサイト    |

## 販売形態
- 発売日：2023年8月9日
  - 初回限定「夏」盤（JACA-6090~6091：CD+Blu-ray）
    - 「8P歌詞フォトブック」封入

  - 初回限定「夏」盤（JACA-6092~6093：CD+DVD）
    - 「8P歌詞フォトブック」封入

  - 初回限定「FES」盤（JACA-6094~6095：CD+Blu-ray）
    - 「8P歌詞フォトブック」封入

  - 初回限定「FES」盤（JACA-6096~6097：CD+DVD）
    - 「8P歌詞フォトブック」封入

  - 通常盤（JACA-6098：CD）
    - 「8P歌詞フォトブック」封入
- 発売日：2024年1月1日
  - 配信作品
    - デビュー20周年を記念した音楽ダウンロードサービスおよびサブスクリプションサービスでの配信[36][37][38]。

## プロモーション
- 2023年6月16日、テレビ朝日系金曜ナイトドラマ『警部補ダイマジン』の主題歌として表題曲「オオカミと彗星」が起用された事が発表され、同曲が使用されたPR映像も併せて公開された[15][16][17][18][19]。
- 同年6月28日、以下の事柄が発表された[20][21][22][23][33]。
  - 本作のアーティスト写真およびジャケット写真。
  - 本作のCDおよび特典映像の収録内容。
  - 店舗別の先着購入特典内容。
  - LEO（ALI）や後藤正文（ASIAN KUNG-FU GENERATION）を始めとする本作の主な作家陣。
- 同年7月5日、『警部補ダイマジン』の主演を務める生田斗真と監督を務める三池崇史による対談動画が公開され、主題歌である「オオカミと彗星」についても語られた[42][43]。
- 同年7月13日、本作の先着購入特典の各絵柄が解禁された[34]。
- 同年7月14日、表題曲「オオカミと彗星」のミュージック・ビデオが公開された[44][45][46]。
- 同年7月25日、キャンジャニ∞がコーセー『米肌』のキャンペーンキャラクターに就任およびウェブCMへの出演が発表され、カップリング「∞月のメモリー」が「キャンジャニ∞」名義でCMソングとして起用された事も発表された[28][29][30][31]。
- 同年7月31日、TBS系『CDTVライブ!ライブ!』にて、表題曲「オオカミと彗星」をテレビ初披露した[47][48]。
- 同年8月4日、村上信五の冠ラジオ番組『村上信五くんと経済クン』（文化放送）でカップリング「生きてる僕ら」がラジオ初オンエアされた[49]。
- 同年8月8日、カップリング「BOY '23」のミュージック・ビデオが公開された[50]。
- 同年9月8日、カップリング「生きてる僕ら」のスタジオセッションライブ映像が公開された[51]。
- 同年9月10日、本作の3形態同時購入者特典として、オンライン生配信イベント『もうハライッパイ?!みのりの秋だョ!全員集合!関ジャニ∞の春夏冬中テレビ 生配信スペシャル!』が開催された[35]。
- 2024年1月1日、デビュー20周年を記念し、本作の各種音楽ダウンロードサービスおよびサブスクリプションサービスでの配信が開始された[36][37][38]。

## ミュージック・ビデオ
オオカミと彗星
- 2023年7月14日にMVが公開された。
- シングル表題曲では「ひとりにしないよ」以来、約2年振りのダンス曲となっている。
- 振付は、関ジャニ∞と旧知の仲である屋良朝幸が担当した。
- 監督は、関ジャニ∞の冠番組『関ジャム 完全燃SHOW』（テレビ朝日系列）で共演経験のある渡邉直が担当した。
- 関ジャニ∞のボス役で俳優の伊武雅刀が出演している。
- 同MVは、ボス（伊武）から「バイブスをなくし殺伐としてしまった街に輝きを取り戻す」というミッションを与えられたスーツ姿の5人のクルー（関ジャニ∞）がクールな表情でダンスバトルを仕掛けていくストーリーとなっている。
- また、MV内には様々な名作へのオマージュが散りばめられている。

∞月のメモリー

BOY '23
- 2023年8月8日にMVが公開された。
- 企画・演出をメンバーの大倉忠義と丸山隆平が手掛けている。
- メンバーが河川敷などを走る映像と、過去のライブ映像やメイキング映像が掛け合わさったMVとなっている。

## チャート成績

### シングルチャート順位
- オリコンチャート
  - 初日118,054枚を売り上げ、2023年8月8日付の「オリコンデイリー CDシングルランキング」で初登場1位を獲得した[2]。
  - 初週154,598枚を売り上げ、2023年8月21日付の「オリコン週間 CDシングルランキング」で週間1位を獲得した[3]。
    - 36作連続、通算44作目のシングル1位獲得となった[3]。

  - 初週155,021ptを記録し、2023年8月21日付の「オリコン週間 合算シングルランキング」で週間1位を獲得した[5][6]。
    - 8作連続、通算8作目の合算シングル1位獲得となった[5]。

  - 累計163,736枚を売り上げ、2023年8月度「オリコン月間 CDシングルランキング」で月間3位を獲得した[8]。
  - 2023年度「オリコン年間 CDシングルランキング」で年間54位を獲得した[9]。
  - 累計136ダウンロードを記録し、2024年1月15日付の「オリコン週間 デジタルアルバムランキング」で週間35位を獲得した[7]。
- Billboard JAPAN
  - 初週150,848枚を売り上げ、2023年8月16日公開の「Billboard JAPAN Top Singles Sales」で週間1位を獲得した[10][11]。
  - 2023年度「Billboard Japan Top Singles Sales Year End」で年間58位を獲得した[14]。

### 各曲チャート順位
- Billboard JAPAN
  - 初週6,179ptを記録し、2023年8月16日公開の「Billboard Japan Hot 100」で表題曲「オオカミと彗星」が週間4位を獲得した[12][13]。

## 収録曲

### CD

#### 通常盤
1. オオカミと彗星 - [4:30]
作詞・作曲：LEO
編曲：Peach
  - テレビ朝日系金曜ナイトドラマ『警部補ダイマジン』主題歌[16][17]
  - ALIのLEOからの楽曲提供[21][22]。
  - 2023年7月14日に同曲のMVが公開された[44][45][46]。
2. 生きてる僕ら - [3:32]
作詞・作曲：後藤正文
編曲：下村亮介
  - ASIAN KUNG-FU GENERATIONの後藤正文からの楽曲提供[21][22]。
  - 編曲をthe chef cooks meの下村亮介が担当している[21][22]。
  - 同年9月8日に同曲のスタジオセッションライブ映像が公開された[51]。
3. ∞月のメモリー by キャンジャニ∞ - [3:30]
作詞：中山英司、Peach
作曲：こさかりょうこ、Peach
編曲：梅原新、Peach
  - コーセー『米肌』CMソング[29][30][31]
  - 2023年8月5日に同曲のMVが公開された[53][54]。
4. SLOW - [3:56]
作詞・作曲：上口浩平
編曲：Shingo Suzuki
  - 編曲をOvallのShingo Suzukiが担当している。
5. オオカミと彗星 (オリジナル・カラオケ)
6. 生きてる僕ら (オリジナル・カラオケ)
7. ∞月のメモリー (オリジナル・カラオケ)

#### 初回限定「夏」盤（CD）
1. オオカミと彗星
2. ∞月のメモリー by キャンジャニ∞
3. 大再生 - [3:38]
作詞：Pecori
作曲・編曲：SHUN、MONJOE
  - ODD Foot WorksのPecori、FIVE NEW OLDのSHUN、DATSのMONJOEからの楽曲提供。

#### 初回限定「FES」盤（CD）
1. 生きてる僕ら
2. オオカミと彗星
3. BOY '23 - [3:50]
作詞・作曲：藤井謙二
編曲：Hiromu
  - 4thアルバム『8UPPERS』収録曲の再録バージョン[21][22]。
  - The Birthdayの藤井謙二からの楽曲提供。
  - 2023年8月8日にMVが公開された[50]。

### 配信
配信限定作品。2024年1月1日に配信された。
1. オオカミと彗星
2. 生きてる僕ら
3. ∞月のメモリー
4. SLOW
5. 大再生
6. BOY '23

### 特典映像

#### 初回限定「夏」盤（特典映像）
| #         | タイトル                                      | 作詞  | 作曲・編曲 | 時間  |
| --------- | --------------------------------------------- | ----- | ---------- | ----- |
| 1.        | 「オオカミと彗星」(Music Clip)                |       |            | 4:34  |
| 2.        | 「オオカミと彗星」(Making)                    |       |            | 21:24 |
| 3.        | 「オオカミと彗星」(Exclusive "LIP SYNC" Clip) |       |            | 3:31  |
| 4.        | 「∞月のメモリー」(Music Clip)                 |       |            | 3:36  |
| 5.        | 「∞月のメモリー」(Making)                     |       |            | 11:48 |
| 6.        | 「∞月のメモリー」(Solo Angle 横子ver.)        |       |            | 1:40  |
| 7.        | 「∞月のメモリー」(Solo Angle 村子ver.)        |       |            | 1:40  |
| 8.        | 「∞月のメモリー」(Solo Angle 丸子ver.)        |       |            | 1:40  |
| 9.        | 「∞月のメモリー」(Solo Angle 安子ver.)        |       |            | 1:40  |
| 10.       | 「∞月のメモリー」(Solo Angle 倉子ver.)        |       |            | 1:40  |
| 11.       | 「キャンジャニ∞ 最近の御活躍まとめ」          |       |            | 45:31 |
| 合計時間: | 合計時間:                                     | 98:44 |            |       |

#### 初回限定「FES」盤（特典映像）
| #         | タイトル                          | 作詞  | 作曲・編曲 | 時間  |
| --------- | --------------------------------- | ----- | ---------- | ----- |
| 1.        | 「BOY '23」(Music Clip)           |       |            | 4:00  |
| 2.        | 「BOY '23」(Documentary)          |       |            | 24:28 |
| 3.        | 「生きてる僕ら」(Rec Documentary) |       |            | 10:07 |
| 合計時間: | 合計時間:                         | 38:35 |            |       |

## 楽曲提供者
- LEO（ALI）
  - 「オオカミと彗星」（作詞・作曲）
- 後藤正文（ASIAN KUNG-FU GENERATION）
  - 「生きてる僕ら」（作詞・作曲）[注 7]
- 下村亮介（the chef cooks me）
  - 「生きてる僕ら」（編曲）[注 7]
- Shingo Suzuki（Ovall）
  - 「SLOW」（編曲）[注 8]
- Pecori（ODD Foot Works）
  - 「大再生」（作詞）[注 9]
- SHUN（FIVE NEW OLD）
  - 「大再生」（作曲・編曲）[注 9]
- MONJOE（DATS）
  - 「大再生」（作曲・編曲）[注 9]
- 藤井謙二（The Birthday）
  - 「BOY '23」（作詞・作曲）[注 10]

## 参加ミュージシャン
※アルバム『SUPER EIGHT』のクレジットより。
オオカミと彗星
- E & G.Guitar：Peach
- Trumpet：小澤篤士、高瀬洸音
- Trombone：YOSHIO
- Tenor Sax & Brass Arr：竹上良成
- Percussion：田辺晋一
- Keyboards：小坂良子

## 収録作品

### アルバム
オオカミと彗星
- 11thアルバム『SUPER EIGHT』

### 映像作品

#### ライブ映像
オオカミと彗星
- 50thシングル『アンスロポス』（初回限定「冬」盤 特典Blu-ray/DVD）
- 23rdライブBlu-ray/DVD『超ARENA TOUR 2024 SUPER EIGHT』

生きてる僕ら
- 50thシングル『アンスロポス』（初回限定「冬」盤 特典Blu-ray/DVD）
- 23rdライブBlu-ray/DVD『超ARENA TOUR 2024 SUPER EIGHT』

※完（CAN）全生産限定盤・初回限定盤の『SUPER EIGHTアプリ』限定配信特典にも収録。

SLOW
- 50thシングル『アンスロポス』（初回限定「冬」盤 特典Blu-ray/DVD）

大再生
- 50thシングル『アンスロポス』（初回限定「冬」盤 特典Blu-ray/DVD）
- 23rdライブBlu-ray/DVD『超ARENA TOUR 2024 SUPER EIGHT』

※完（CAN）全生産限定盤・初回限定盤の『SUPER EIGHTアプリ』限定配信特典にも収録。

## テレビ歌唱
オオカミと彗星
- CDTVライブ!ライブ!（2023年7月31日、TBS）
- ミュージックステーション（2023年8月4日、テレビ朝日）
- バズリズム02（2023年8月5日、日本テレビ）

## 発売記念イベント
『もうハライッパイ?!みのりの秋だョ!全員集合!関ジャニ∞の春夏冬中テレビ 生配信スペシャル!』（もうハライッパイ みのりのあきだョ ぜんいんしゅうごう かんジャニエイトのあきないテレビ なまはいしんスペシャル）は、2023年9月10日に開催されたオンライン生配信イベント。

### 開催概要
- 本イベントは、2023年9月10日に開催された、本項シングル『オオカミと彗星』の3形態同時購入者特典のオンライン生配信イベントである[35]。
- 本イベントの情報解禁当初は、『もうハライッパイ?!全員集合!関ジャニ∞の春夏冬中テレビ 生配信スペシャル!』というタイトルだったが[58]、その後「みのりの秋だョ!」が追加され、現タイトルとなった[35]。
- 本イベントの前日である同年9月9日には、関ジャニ∞のデビュー20周年記念野外ライブ『KANJANI∞ 20FES 〜前夜祭〜』が開催された[35]。
- イベントには、本作の全3形態（Blu-rayとDVDの区別は無し）の『関ジャニ∞アプリ』のシリアルコードをそれぞれ入力する事で視聴可能となっている[35][57]。
  - 生配信翌日の同年9月11日からは見逃し配信も実施され、期間中であれば何度でも視聴可能だった[35][57]。

### 配信日程
- シリアルコード登録期間
  - 2023年8月8日 - 9月10日
- 生配信
  - 同年9月10日（日曜日）13:00配信開始[57]
- 見逃し配信期間
  - 同年9月11日 - 12日

## 漫画
2025年7月9日には、J-POPと電子コミックの融合を掲げる新レーベルとして始動した『MUSIC COMIC LABELZ』（ミュージックコミックレーベルズ）の第1弾の一つとして、本作の表題曲「オオカミと彗星」を原案としたコミカライズ作品が各電子書店にて配信された。全3巻。
SUPER EIGHTが全員で主演を務めた映画『エイトレンジャー』シリーズや、ドラマ『仮面ライダーエグゼイド』や『仮面ライダーギーツ』などを手がけた脚本家の高橋悠也が脚本を、スマホゲーム『Fate/Grand Order』などを手がけたイラストレーターの望月けいがキャラクターデザインを担当している。
プロジェクト全体を通し、作品は「クライマックスで、原案元の楽曲がBGMとして盛り上がる」ということを意識し、「友情」「努力」「恋愛」が共通したテーマのオリジナルストーリーとして制作された。
同プロジェクトの実施を記念し、全国6店舗のタワーレコードカフェにて、物語からイメージしたオリジナルフードやドリンクの販売のほか、オリジナルグッズも販売する同プロジェクトとのコラボレーションカフェ『SUPER COMICS CAFE』が8月から10月にかけて開催予定。

### スタッフ
- 脚本 - 高橋悠也[59]
- 画 - 真田往里[59]
- ネーム - じゅんた[59]
- タイトルロゴ - 雷雷公社[59]
- キャラクターデザイン - 望月けい[59]
- 原案：SUPER EIGHT『オオカミと彗星』（作詞・作曲：LEO、編曲：Peach）[59]